# Rosston, Arkansas
Rosston là một thị trấn thuộc quận Nevada, tiểu bang Arkansas, Hoa Kỳ. Năm 2010, dân số của thị trấn này là 261 người.

## Dân số
- Dân số năm 2000: 265 người.
- Dân số năm 2010: 261 người.